# Daniel Lede Abal

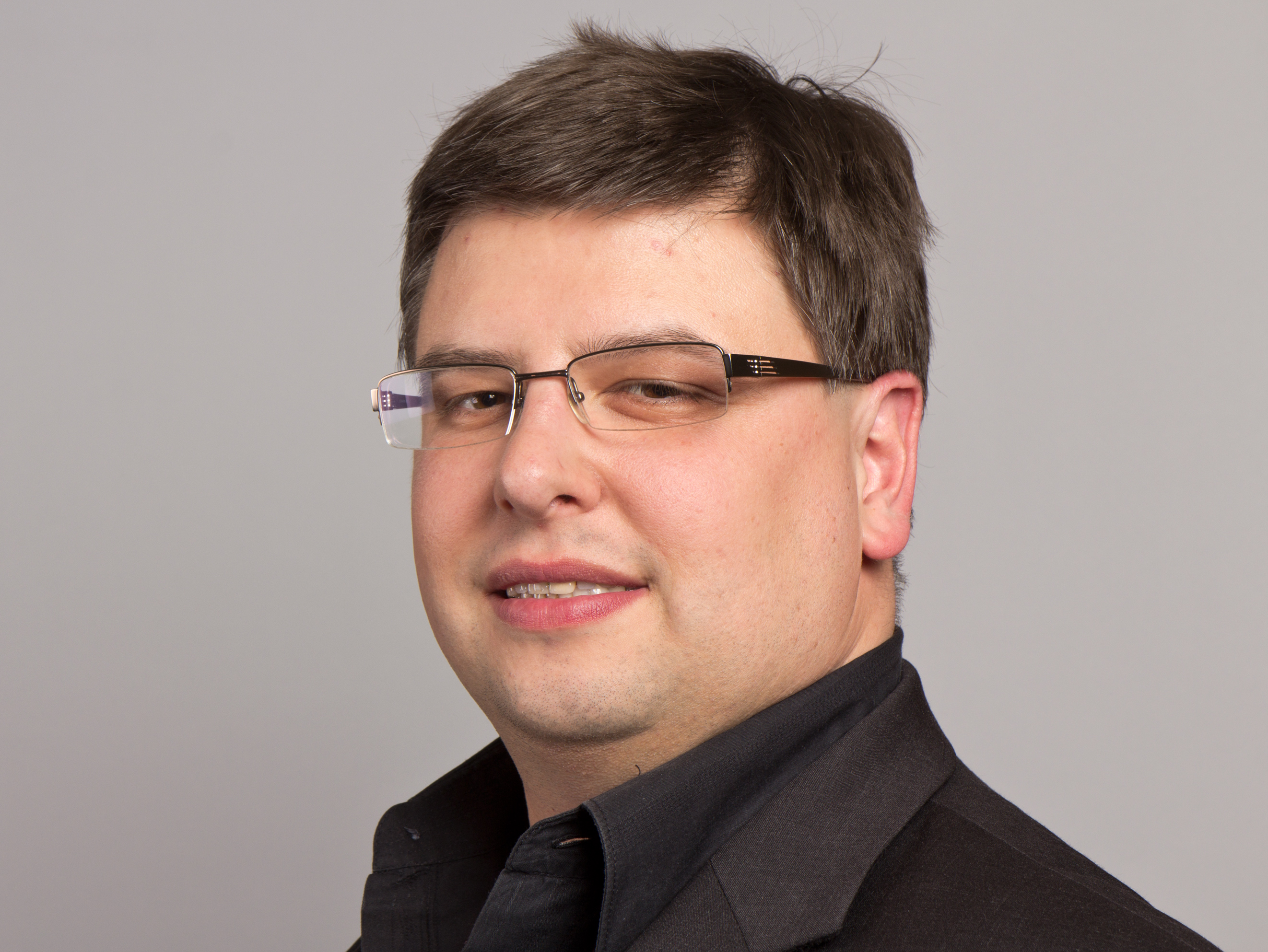
Daniel Lede Abal 2013

Daniel Andreas Lede Abal (* 1. Juni 1976 in Stuttgart) ist ein deutscher Politiker (Bündnis 90/Die Grünen). Er ist seit Mai 2011 Mitglied des Landtags von Baden-Württemberg.

## Ausbildung und Beruf
Daniel Lede Abal, dessen Vater Spanier und dessen Mutter Deutsche ist, wuchs in Stuttgart, Korntal und Ditzingen auf. Er besuchte die Grundschule und das Gymnasium Korntal-Münchingen in Korntal. Danach absolvierte er seinen Zivildienst als Betreuer in einem Wohnheim der Caritas für geistig und mehrfach behinderte Erwachsene in Stuttgart-Bad Cannstatt. Er wohnt seit 1996 in Tübingen, wo er zunächst an der Eberhard-Karls-Universität Student auf Lehramt war. Nach dem Abbruch seines Studiums arbeitete er  zunächst als Angestellter einer Weinhandlung, deren Geschäftsführer er bis zu seiner Wahl in den Landtag war.
Daniel Lede Abal ist verheiratet und Vater von drei Kindern. Er gehört der römisch-katholischen Konfession an.

## Politische Tätigkeit
Daniel Lede Abal ist seit 1998 Mitglied der Grünen. Von 2000 bis 2011 war er Vorstandsmitglied im Stadtverband Tübingen und für die Finanzen verantwortlich. Seitdem ist er auch kommunalpolitisch mit verschiedenen Themen, Aktionen und in besonderem Maße auch Wahlkämpfen befasst. Von 2004 bis 2009 war er auch Kreistagsabgeordneter, Mitglied des Verwaltungs- und Technischen Ausschusses sowie Mitglied der Verbandsversammlung des Zweckverbandes Abfallwirtschaft Reutlingen/Tübingen. Bei der Landtagswahl 2011 gewann Lede Abal das Direktmandat im Wahlkreis Tübingen mit einem Vorsprung von 21 Stimmen auf die CDU-Kandidatin Lisa Federle und zog so zum ersten Mal in den Landtag ein. Dort war er integrationspolitischer Sprecher der Fraktion der Grünen und Mitglied im Integrationsausschuss, im Ausschuss für Wissenschaft, Forschung und Kunst sowie im Ständigen Ausschuss.
Bei der Landtagswahl 2016 konnte Lede Abal sein Direktmandat verteidigen, dieses Mal mit einem Vorsprung von knapp 14.000 Stimmen.
In der aktuellen Wahlperiode ist er stellvertretender Fraktionsvorsitzender und Mitglied des Präsidiums im Landtag. Darüber hinaus ist er Sprecher für Migration & Integration der Fraktion und Mitglied im Ausschuss für Soziales & Integration, im Ausschuss für Inneres, Digitalisierung & Migration und im Ausschuss für Verkehr.
Bei der Landtagswahl 2021 konnte er sein Direktmandat mit 39,0 Prozent der Stimmen verteidigen. Seit März 2022 ist er als Nachfolger von Uli Sckerl parlamentarischer Geschäftsführer seiner Fraktion.